# 卡尔·舒尔策
卡尔·舒尔策（德語：Karl Schulze，1988年3月5日—），德国男子赛艇运动员。他曾代表德国参加2012年、2016年和2020年夏季奥林匹克运动会赛艇比赛，获得二枚金牌。